# Жарков, Георгий Вадимович
Гео́ргий Вади́мович Жарко́в (7 декабря 1966, Владимир — 28 февраля 2016, там же) — российский участник интеллектуальных игр «Что? Где? Когда?» (оригинальной телевизионной и спортивной версии). Член Общественной палаты Владимирской области (с 2015 года). Был участником нескольких громких скандалов. В 2004 году был дисквалифицирован на три года за нарушение регламента турниров «Кубок городов» и «Кубок России» по игре «Что? Где? Когда?», а в 2007 году был приговорён к 4,5 годам условного заключения по обвинению в насильственных действиях сексуального характера и незаконном лишении свободы.

## Биография
Окончил Владимирский государственный педагогический университет (исторический факультет), позже стал преподавать в нём психологию. Некоторое время преподавал во Владимирском колледже культуры и искусства. Кандидат психологических наук (тема диссертации — «Хронотоп в структуре личности девиантных подростков»). Участвовал в создании демократического движения «Солидарность» во Владимирской области. С 2012 года был редактором информационно-аналитического сайта trend33.com. С 2015 года — член Общественной палаты Владимирской области.
28 февраля 2016 года скончался на 50-м году жизни после перенесённого инфаркта. Похоронен на городском кладбище «Улыбышево».

### Участие в «Что? Где? Когда?»
В телевизионном Клубе играл с 1994 года по 2004 год. В летней серии 1998 года получил «Хрустальную сову». Также участвовал в турнирах по спортивной версии игры. С 1996 года — председатель Владимирского клуба интеллектуальных игр. Организатор турнира «Жаркая зима» (с 2008 года проводится в Муроме под названием «Жаркая зима», а с 2009 года — «Жаркая весна на Муромской дорожке»). С 2008 года выступал за команду «Преподы МФ МПСИ». Также провёл три игры в телепередаче «Своя игра». 1 февраля 2004 года комиссия Международной ассоциации клубов ЧГК признала Жаркова виновным в нарушении правил проведения турниров спортивного ЧГК. Так, было установлено, что на «Кубке Городов» (апрель 2003 года) Жарков сообщил оргкомитету турнира адрес электронной почты, якобы принадлежащий ведущему турнира, и сам получил на него вопросы. В результате его команда заняла третье место. То же самое он попытался сделать на «Кубке России», но обман был вскрыт. Комиссия дисквалифицировала Жаркова на три года — до 1 февраля 2007, затем 2 октября 2004 года срок дисквалификации был снижен до года. После ряда публичных заявлений Жаркова в 2008 году некоторые игроки, в том числе Александр Либер, Максим Поташев, Александр Друзь, заявили об отказе приглашать Жаркова на все турниры, которые они организуют, и об отказе участвовать в любых турнирах, где играет Жарков.

### Обвинение в сексуальном насилии
12 ноября 2004 года Георгий Жарков на Владимирском железнодорожном вокзале познакомился с 19-летним жителем Нижнего Новгорода Александром Погодиным, который страдал умственной отсталостью. Он ездил из Нижнего Новгорода в Москву в поисках работы, но в тот момент ему устроиться так и не удалось. Жарков предложил ему переночевать у него. Позже на следствии Жарков заявил, что молодой человек был на грани эпилептического припадка, но сам Погодин утверждал, что в тот момент чувствовал себя хорошо. Они отправились в квартиру, которую Жарков снимал для тренировок местного интеллектуального клуба.
Далее, согласно показаниям Александра Погодина, Жарков склонил его к оральному сексу. 15 ноября, когда Жарков вышел из квартиры и запер дверь на ключ, Погодин решил бежать через окно по верёвке, сделанной из белья, но сорвался в районе пятого этажа (квартира находилась на десятом) и упал на припаркованный под окном автомобиль Audi 100, серьёзных травм он не получил, а автомобиль был сильно повреждён. Владелец автомобиля обратился в милицию. Против Жаркова было возбуждено уголовное дело по статьям 127 (незаконное лишение свободы) и 132 (насильственные действия сексуального характера) Уголовного кодекса.
В качестве свидетеля по делу выступил другой мужчина, пожелавший не называть своего имени. Он утверждал, что на протяжении десяти лет (с 1993 по 2003 годы) страдал от сексуальных домогательств со стороны Жаркова. В связи с этим делом Жарков был лишён права играть в телевизионном клубе.
22 августа 2007 года суд признал Жаркова виновным и приговорил к 4,5 годам лишения свободы условно. 30 октября 2009 года испытательный срок закончился, и судимость с Жаркова была снята.
Сам Жарков своей вины не признал. В интервью «Комсомольской правде» он не исключил, что дело может носить заказной характер. По сообщениям Газеты.ру, среди участников и сотрудников телепрограммы «Что? Где? Когда?» новость об обвинительном приговоре Жаркову удивления не вызвала. «Многие подозревали, что у него есть такие наклонности. Жарков, мягко говоря, человек не самой строгой морали, — сообщил источник „Газеты.Ru“. — Кроме того, он несколько раз некрасиво себя проявлял и в самой игре, за что однажды был дисквалифицирован». Также о сексуальных домогательствах Жаркова к учащимся мужского пола заявляли и студенты учебных заведений, где он преподавал.